# Kamerunská fotbalová reprezentace
Kamerunská fotbalová reprezentace je národní fotbalový tým Kamerunu. Je řízen Kamerunským fotbalovým svazem. Reprezentuje Kamerun na vrcholných akcích, jako je Mistrovství světa nebo Africký pohár národů, na kterém získala už čtyři zlaté medaile.

## Mistrovství světa
Seznam zápasů kamerunské fotbalové reprezentace na MS
| Rok    | Výsledek                                         | Soupisky |
| ------ | ------------------------------------------------ | -------- |
| 1962   | neúčastnili se                                   |          |
| 1966   | odstoupili z kvalifikace                         |          |
| 1970   | neúčastnili se                                   |          |
| 1974   | neúčastnili se                                   |          |
| 1978   | neúčastnili se                                   |          |
| 1982   | Nepostoupili ze skupiny                          | Soupiska |
| 1986   | Nepostoupili z kvalifikace                       |          |
| 1990   | Vyřazeni ve čtvrtfinále Anglií                   | Soupiska |
| 1994   | Nepostoupili ze skupiny                          | Soupiska |
| 1998   | Nepostoupili ze skupiny                          | Soupiska |
| 2002   | Nepostoupili ze skupiny                          | Soupiska |
| 2006   | Nepostoupili z kvalifikace                       |          |
| 2010   | Nepostoupili ze skupiny                          | Soupiska |
| 2014   | Nepostoupili ze skupiny                          | Soupiska |
| 2018   | Nepostoupili z kvalifikace                       |          |
| 2022   | Nepostoupili ze skupiny                          | Soupiska |
| Celkem | Účast – 8×, Zlato – 0×, Stříbro – 0×, Bronz – 0× |          |

## Konfederační pohár FIFA
| Rok    | Výsledek         | Z          | V          | R          | P          | GV         | GO         |
| ------ | ---------------- | ---------- | ---------- | ---------- | ---------- | ---------- | ---------- |
| 1992   | Bez účasti       | -          | -          | -          | -          | -          | -          |
| 1995   | Bez účasti       | -          | -          | -          | -          | -          | -          |
| 1997   | Bez účasti       | -          | -          | -          | -          | -          | -          |
| 1999   | Bez účasti       | -          | -          | -          | -          | -          | -          |
| 2001   | Základní skupina | 3          | 1          | 0          | 2          | 2          | 4          |
| 2003   | 2. místo         | 5          | 3          | 1          | 1          | 3          | 1          |
| 2005   | Bez účasti       | -          | -          | -          | -          | -          | -          |
| 2009   | Bez účasti       | -          | -          | -          | -          | -          | -          |
| 2013   | Bez účasti       | Bez účasti | Bez účasti | Bez účasti | Bez účasti | Bez účasti | Bez účasti |
| Celkem | 2/8              | 8          | 4          | 1          | 3          | 5          | 5          |